# Santa María Nduayaco
Santa María Nduayaco là một đô thị thuộc bang Oaxaca, México. Năm 2005, dân số của đô thị này là 568 người.